# 小箱柯
小箱柯（学名：Lithocarpus arcuala）为壳斗科柯属的植物。分布在尼泊尔以及中国大陆的云南、西藏等地，生长于海拔1,100米至2,300米的地区，一般生于山地常绿阔叶林中，目前尚未由人工引种栽培。

## 别名
小箱椆